# عشق لطمه می‌زند (فیلم ۲۰۲۵)
عشق لطمه می‌زند (به انگلیسی: Love Hurts) یک فیلم کمدی اکشن آمریکایی محصول سال ۲۰۲۵ به کارگردانی جاناتان اوزبیو در اولین کارگردانی خود با فیلمنامه‌ای از لوک پاسمور، جاش استودارد و متیو موری است. در این فیلم جاناتان کی کوان، آریانا دبوز، دانیل وو، مارشون لینچ، مصطفی شاکر، کم ژیگاندی، آندره اریکسن و آنالی تیپتن به ایفای نقش پرداخته‌اند.
این فیلم در ۷ فوریه ۲۰۲۵ توسط یونیورسال پیکچرز در ایالات متحده اکران شد. این فیلم عموماً با واکنش‌های منفی منتقدان مواجه شد و با بودجه ۱۸ میلیون دلاری، ۱۷ میلیون دلار در سراسر جهان فروش داشت.

## خلاصه داستان
ماروین گیبل، یک مشاور املاک آرام، گذشتهٔ مرگبار خود را به‌عنوان یک قاتل فراموش کرده است. اما وقتی رز، عشق قدیمی‌اش، برای انتقام از برادر ماروین بازمی‌گردد، او مجبور می‌شود دوباره وارد دنیای خطرناک خود شود. حالا ماروین باید میان محافظت از زندگی جدیدش و مقابله با دشمنان گذشته، یکی را انتخاب کند.

## تولید
فیلمبرداری اصلی در ۱ آوریل در وینیپگ، منیتوبا آغاز شد و در ۱۷ می ۲۰۲۴ به پایان رسید.

## بازخوردها
- در وب‌سایت جمع‌آوری نقد و بررسی راتن تومیتوز، ۱۹٪ از ۱۶۵ نقد منتقدان مثبت است.
- در متاکریتیک که از میانگین وزنی استفاده می‌کند، بر اساس نظر ۴۳ منتقد، امتیاز ۳۴ از ۱۰۰ را به فیلم اختصاص داده است.
- مخاطبان شرکت‌کننده در نظرسنجی سینماسکور به فیلم امتیاز متوسط "C+" در مقیاس A+ تا F داده‌اند، در حالی که مخاطبان شرکت‌کننده در نظرسنجی پست‌ترک به‌طور کلی ۶۱٪ امتیاز مثبت به آن داده‌اند و ۴۱٪ گفته‌اند که آن را "قطعاً توصیه" می‌کنند.
- تا ۱۸ مارس ۲۰۲۵، فیلم «عشق لطمه می‌زند» در ایالات متحده و کانادا ۱۵٫۷ میلیون دلار و در سایر مناطق ۱٫۹ میلیون دلار فروش داشته و در مجموع ۱۷٫۶ میلیون دلار در سراسر جهان فروش داشته است.